# 2015 en architecture
| Années de l'architecture : 2012 - 2013 - 2014 - 2015 - 2016 - 2017 - 2018    |
| Décennies de l'architecture : 1980 - 1990 - 2000 - 2010 - 2020 - 2030 - 2040 |

Les évènements liés à l'architecture en 2015 :

## Réalisations
- Avril : Tour Odéon, 170 mètres, Monaco[1]
- Août : Cirkelbroen, pont piétonnier, dans le quartier Christianshavn de Copenhague.

## Événements
- 7 octobre : désignation des lauréats de la première édition du Trophées Eiffel d'architecture acier
- 22 octobre : inauguration de la Villa Mirasol restaurée, à Mont-de-Marsan

## Récompenses
- 11 mars : le prix Pritzker est attribué à Frei Otto à titre posthume

## Décès
- 9 février - Jon Jerde
- 9 mars -  Frei Otto
- 12 mars - Michael Graves
- 31 mai - Françoise-Hélène Jourda
- 15 juin - Charles Correa
- 10 juillet - Jacques Ripault